# Ditrupa groenlandica
Ditrupa groenlandica är en ringmaskart som beskrevs av McIntosh 1877. Ditrupa groenlandica ingår i släktet Ditrupa och familjen Serpulidae. Inga underarter finns listade i Catalogue of Life.